# Béat (saint)
Pour la commune de la Haute-Garonne, voir Saint-Béat.
Béat, ou Bié, Bienheuré (du lat. Beatus) est un ermite européen du IIIe siècle, saint sauroctone.

## Biographie
Ermite, il fabriquait des paniers de joncs pour subvenir à ses besoins. Il prêcha la parole de Dieu. Il implanta ainsi la foi dans plusieurs lieux : vers Nantes, Vendôme et près de Laon où il mourut à Chevresson. Il est fêté le 9 mai.

## La légende de Saint Béat
Fatigué de cette vie itinérante il demanda à des bateliers un endroit où trouver sa retraite. Ils lui parlèrent de Vendôme sur le Loir où il existait une caverne creusée sur les flancs d'une montagne et couvertes d'épaisses broussailles. Il offrit, en paiement de son voyage, son livre de prières. Arrivé devant la caverne, il s'embusqua à l'entrée de la grotte, et d'un coup de son bâton de pèlerin, il écrasa la tête du serpent qui l'habitait, au moment où le monstre sortait de son repaire.

## Voir en Suisse
- Béat de Lungern (en)